# Van Diemen
Van Diemen International, Ltd. è stata un produttore di auto da corsa britannica con sede a Snetterton, nella Contea di Norfolk.

## Storia

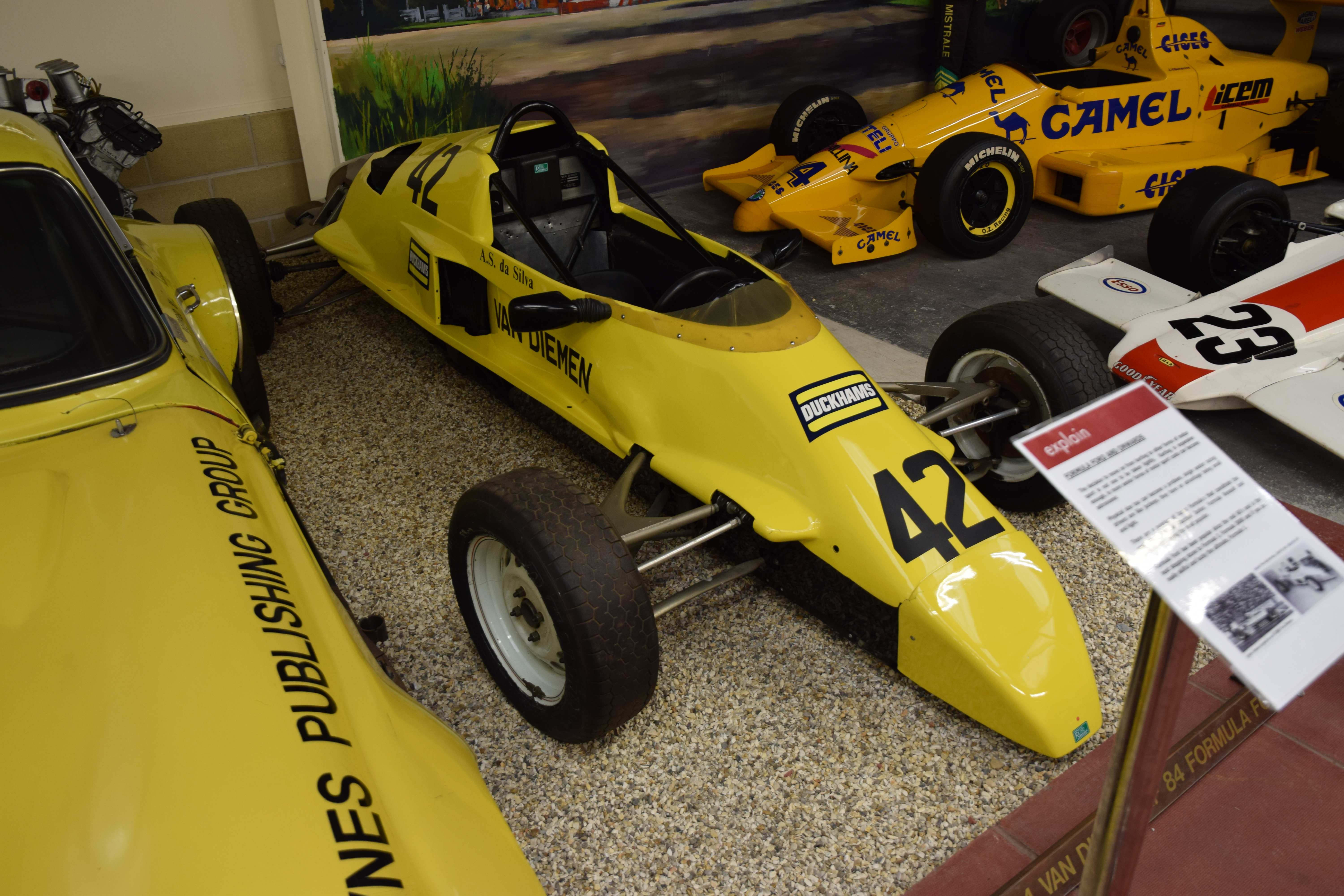
La Van Diemen utilizzata da Ayrton Senna nel campionato di Formula Ford del 1981.

Van Diemen è stata fondata nel 1973 da Ross Ambrose e Ralph Firman Sr., i cui figli Marcos Ambrose, Ralph Firman Jr. e Natasha Firman hanno avuto un certo successo nelle competizioni automobilistiche. Il nome dell'azienda deriva dall'isola australiana della Tasmania, che anticamente era conosciuta come Terra di Van Diemen e dove Ambrose era nato e aveva vissuto, prima di trasferirsi in Gran Bretagna e cofondare l'azienda.

L'azienda aveva una reputazione per gli elevati volumi di produzione di vetture, la più nota delle quali è la sua serie di telai per la Formula Ford, che hanno primeggiato in quella categoria automobilistica per oltre 20 anni e l'ha portata a diventare il più grande produttore di auto da corsa su misura in tutto il mondo.
Van Diemen ha costruito vetture anche per la Formula Ford 2000, Sports 2000 e Star Mazda. Lo stabilimento di produzione della società si trovava vicino al circuito di Snetterton, permettendo alle scuderie di testare le auto direttamente a ridosso della fabbrica.